# Curriculum vitae
|  | No s'ha de confondre amb currículum educatiu. |

El curriculum vitae (literalment, "camí de la vida" en llatí) o currículum, sovint simplificat amb les sigles CV, és una eina per fer recerca de feina. És el document en el qual, quan es cerca feina, es faciliten les dades personals, la formació acadèmica i l’experiència laboral per motivar l’interès d’alguna empresa i aconseguir una entrevista de selecció. Ha de ser clar, breu, ben ordenat i ben escrit; s'hi han de destacar les aptituds i d’eliminar-ne les dades supèrflues. Segons allò que interessi de remarcar, es pot escriure un currículum cronològic o funcional. Habitualment va acompanyat d'una carta de presentació, el text de la qual pot anar en un suport de paper o electrònic, tant enviat en un arxiu adjunt com introduït en el cos del correu electrònic.
L'extensió del currículum variarà segons el país, però en general s'aconsella que sigui d'una sola pàgina o, com a màxim, de dues; en canvi, l'Europass (una iniciativa de la Unió Europea que té com a objectiu incrementar la transparència de la qualificació i mobilitat dels ciutadans a Europa) és molt detallat i extens. La inclusió o no de fotografia també depèn de la zona. A Catalunya no és imprescindible, però sí recomanable, i de vegades l'oferta de feina pot requerir una fotografia formal; en general, en els països llatinoamericans sol incloure-s'hi mentre que, en canvi, en els anglosaxons és recomanable no fer-ho per motius antidiscriminatoris.
A la dècada del 2010 va començar a ser popular que els candidats féssin arribar una versió electrònica del seu currículum als empleadors, tant a través de portals d'ocupació com publicats a serveis de xarxa social orientades a la cerca de feina, com LinkedIn, XING o Viadeo.

## Tipus
Segons el mode d'organització de la informació, el curriculum vitae pot ser:
- Cronològic: la informació s'ordena de manera cronològica ascendent o descendent. El més convenient és citar en primer lloc l’experiència més recent, ja que generalment serà la més rellevant a l’hora d’aconseguir una nova feina; en aquest cas, es parla del currículum cronològic invers. Aquest model de currículum és aconsellable per a persones amb una trajectòria laboral ascendent i continuada (sense períodes d’inactivitat). El càrrec i l’empresa destaquen més que les habilitats personals.[3] No és recomanable quan s'ha canviat de feina amb freqüència.[12]
- Temàtic o funcional: la informació s'ordena per blocs temàtics. En l’apartat d’experiència professional les dades s'agrupen segons les diferents àrees en que s'ha treballat. A més, permet resaltar de l’experiènica professional les funciones que més interessen, les fites aconseguides, etc. També és útil per amagar llargs períodes sense treballar.[3] Recomanable quan l'experiència és molt dispersa.[13]
- Combinat o mixt: la informació s'ordena per àrees temàtiques o professionals i arriba a l'organització en el temps, de manera que destaca tant les capacitats i èxits com la formació i l'experiència. És més complet que el cronològic i el temàtic, dels quals és una barreja, però també és més complex d'elaborar. Pot arribar a ser molt creatiu, però no és adient per a postular a llocs de feina que demanen formats més estàndard, com ara els formularis en webs de cerca de feina. Aconsellable per a extenses trajectòries professionals.[14]
- Per competències: la informació es presenta associant l'experiència laboral a capacitats, hàbits i actituds, desenvolupades al llarg de la vida i transferibles al món laboral.[15]
- Infogràfic o visual: la informació es presenta visualment utilitzant gràfics, de manera que en proporciona una visió global. Poden emprar-se eines per a crear-ne la infografia, i habitualment estarà penjat en línia.[16]

Altres formats:
- Videocurrículum: la informació es detalla en un format audiovisual que pot ser compartit a través de xarxes socials o professionals, blogs, etc. La informació personal s'aporta de manera directa en forma d'una presentació, i la seva durada no ha d'excedir els tres minuts.[17][18]
- Europass: és el «curriculum vitae europeu», el model elaborat per la Unió Europea per a unificar les candidatures laborals dels ciutadans que desitgin treballar en algun país de la Unió. Està format per cinc documents: el curriculum vitae, el passaport de llengües, el document de mobilitat, el suplement al títol superior i els certificats corresponents.[16]

## Apartats
Un currículum estàndard conté els següents apartats:
- Dades personals: ha de constar-hi nom i cognoms, adreça (amb el codi postal i la població), data i lloc de naixement, telèfon i DNI (opcional).
- Dades formatives: la formació es pot classificar en formació reglada i formació no reglada, (formació ocupacional, privada, etc.). S'ha de posar l’any i el centre on es van realitzar els estudis; en el cas de la formació ocupacional s'especificarà el nombre d’hores. S'han d’indicar els títols més alts (per exemple, no cal posar el graduat si s'és llicenciat). Quan la formació sigui molt extensa podem afegir un apartat de formació complementària (seminari, congressos, conferències, etc).
- Idiomes i informàtica: només s'inclourà aquest apartat en el cas que aquestes dades tinguin importància per si mateixes, ja que el lloc de feina ho requereix. Si no és així, i/o no es tenen amplis coneixements, es poden posar en el sector d'altres coneixements. S'especificarà el nivell d’idiomes que s'ha assolit (per exemple, “Nivell C”, “First Certificate”) i l’any en que s'ha obtingut. En el cas de no tenir cap títol, es posarà el nivell de coneixements a nivell de parlar i escriure. En referència a la informàtica, es posaran tots els llenguatges que es coneixen, centre i any si s'ha fet un curs.
- Dades laborals: en aquest apartat s'ha de posar la empresa en que s'ha treballat, el període en anys, les funcions desenvolupades i el càrrec ocupat. Es pot afegir l’experiència laboral sense contracte i, si l’experiència laboral és molt minsa, les pràctiques realitzades.
- Altres dades d'interès: s'hi posarà la informació que no encaixa en altres apartats, però que recolza la candidatura, com, per exemple, vehicle propi, carnet de conduir, disponibilitat horària, cartes de recomanació, aficions (només en el cas que aquestes tinguin relació amb el lloc de treball). També s'hi poden afegir publicacions, premis, beques, voluntariat i informacions similars.[19][20]

## Galeria d'imatges

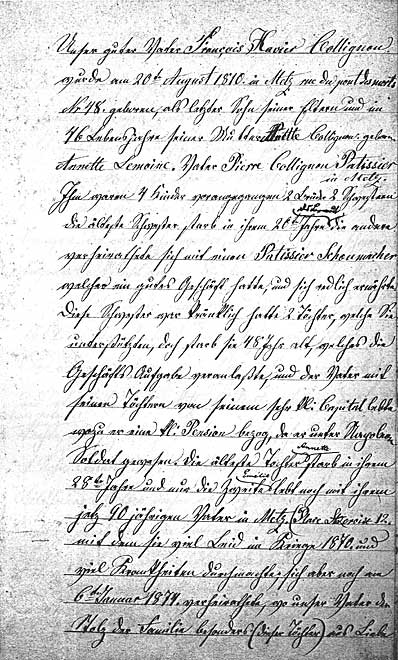
Primera pàgina d'un currículum francès antic escrit a mà
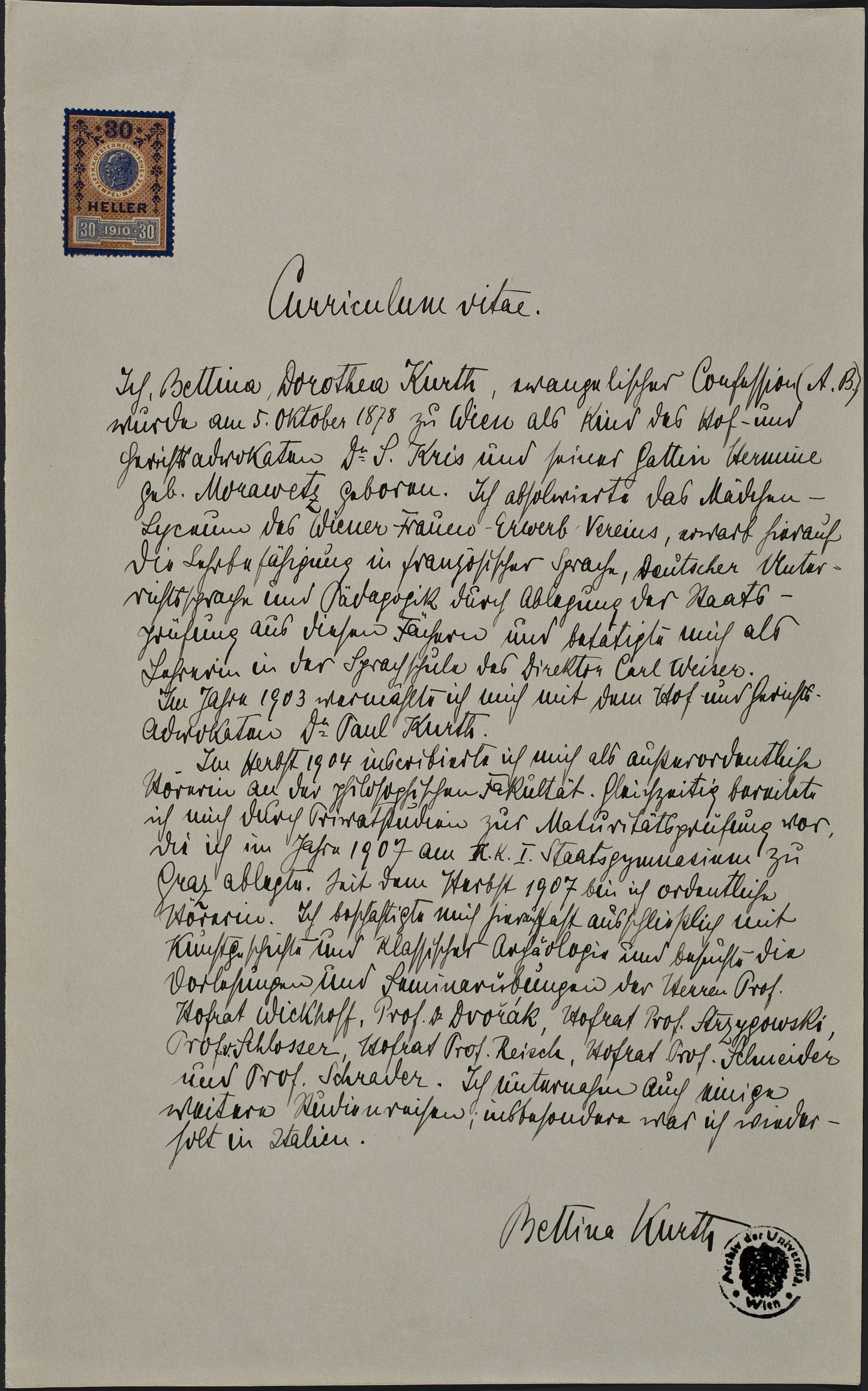
Currículum austríac d'una historiadora de l'art (1910)
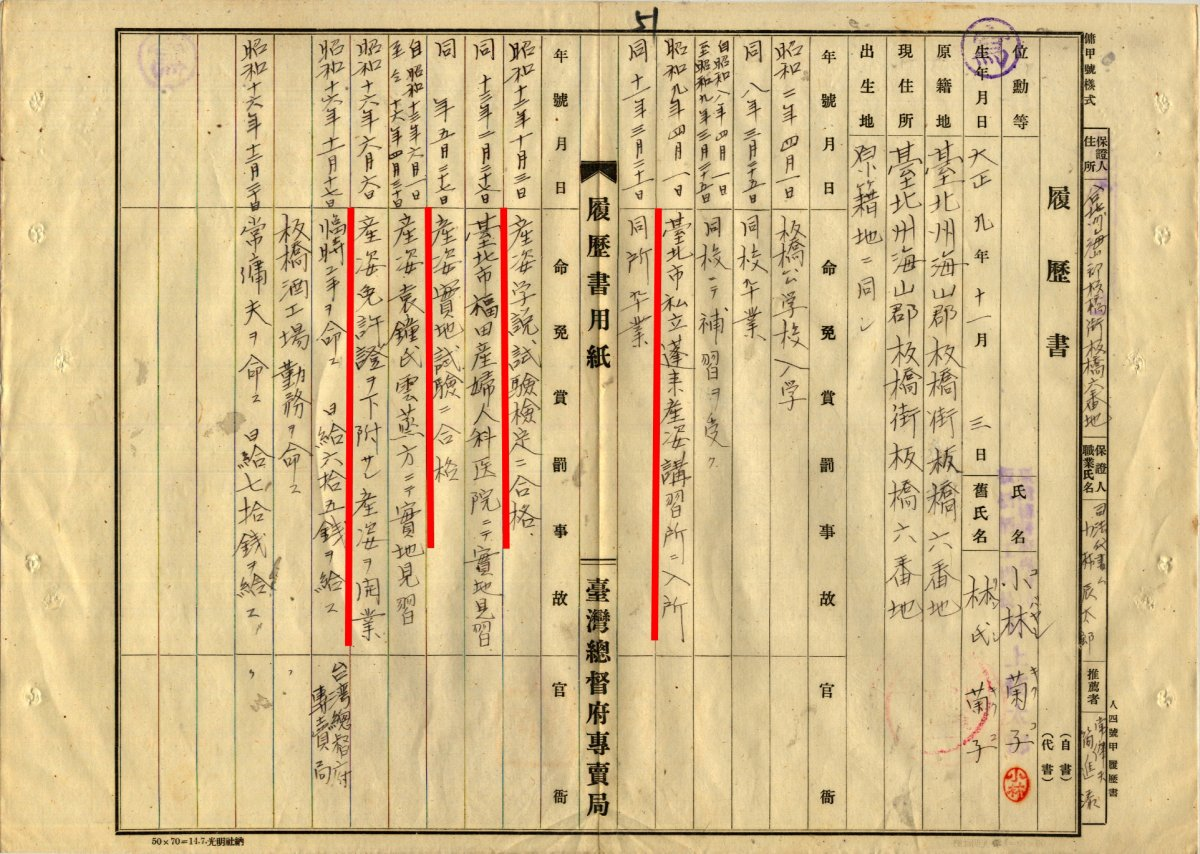
Currículum japonès d'una llevadora (1942)
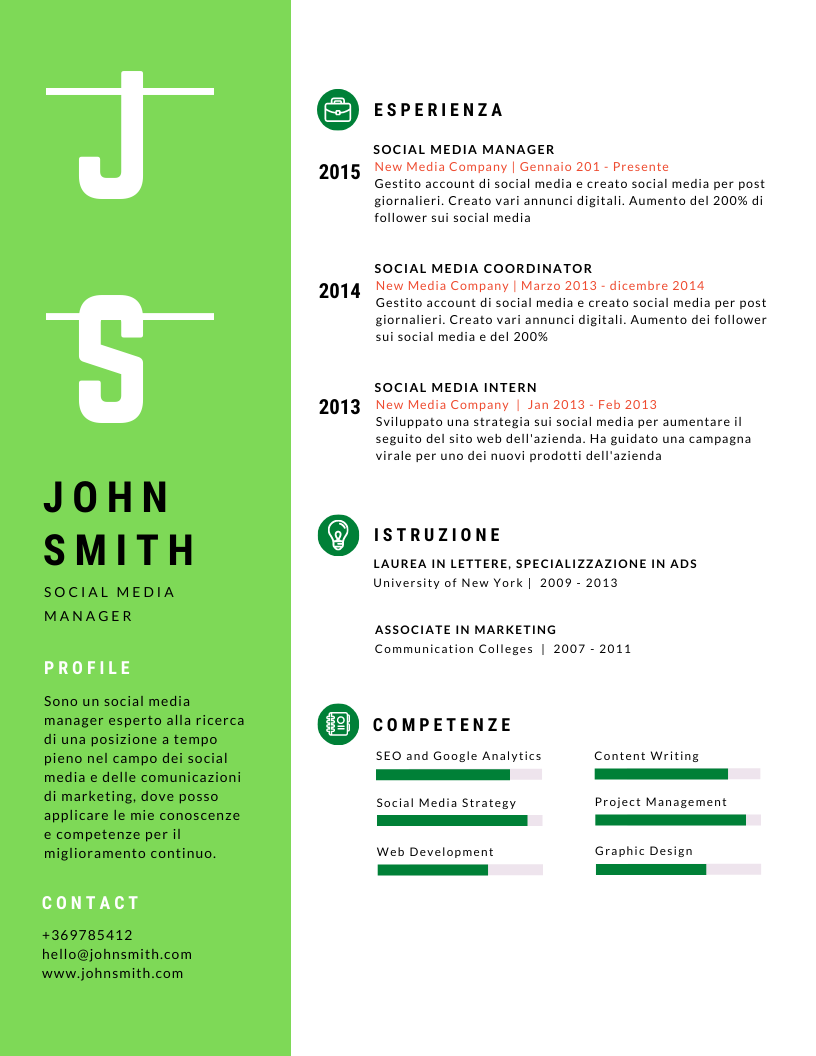
Exemple d'un currículum tradicional en ordre cronològic
- Currículum temàtic
Model de currículum creatiu